# Herbert Koch (Chemiker)
Herbert Koch (* 24. Mai 1904 in Hammersbeck; † 3. September 1967) war ein deutscher Chemiker. 

## Leben und Werk
Koch besuchte das Gymnasium in  Stolberg. Er studierte danach Chemie an der RWTH Aachen sowie an der Ludwig-Maximilians-Universität München und der Friedrich-Schiller-Universität Jena.
Herbert Koch war wissenschaftliches Mitglied des Max-Planck-Institut für Kohlenforschung in Mülheim an der Ruhr und Abteilungsleiter am Institut. Sein wissenschaftliches Werk umfasste unter anderem die Untersuchung der Isomerisierung von Kohlenwasserstoffen zur Oktanzahlerhöhung. Er war Mitherausgeber der Zeitschrift Brennstoff-Chemie.
Bekannt wurde Koch durch die nach ihm benannte Koch-Reaktion zur Darstellung von Carbonsäuren aus Alkenen, Wasser und Kohlenstoffmonoxid unter saurer Katalyse: